# Versu du Nebbiu
Le versu du Nebbiu est un chant composite du Cantu in Paghjella, en Haute-Corse, dans la région du Nebbio.  C’est un chant religieux chanté a cappella par des hommes.
Le versu du Nebbiu est inscrit à l’Inventaire du patrimoine culturel immatériel en France depuis 2008, et depuis 2009 sur la liste de sauvegarde urgente du patrimoine culturel immatériel de l’humanité au titre du Cantu in Paghjella.

## Historique
L’utilisation des versi du Nebbiu disparut après la Seconde Guerre mondiale. Ces dernières revinrent à la fin des années 1980 sur le devant de la scène, mais furent interdits en 1996. Une autorisation du 14 septembre 2007, émanant du pape, permit aux confréries de réutiliser ces chants de Cantu in paghjella.
La pratique générale du Cantu in paghjella reste très fragile en Corse, d’où sont inscription par l’UNESCO sur la liste du patrimoine culturel immatériel nécessitant une sauvegarde urgente.

## Description
Le versu du Nebbiu est un chant religieux en grec ou en latin. Il fait partie du Cantu in paghjella, mode de chant religieux corse, regroupant des hommes chantant a cappella et en entrées successives. Le Cantu in paghjella se compose généralement de trois voix.
Les versi  du Nebbiu sont chantés dans les presbytères dans le cadre de la Semaine Sainte , dans les messes de mariages et lors des messes des morts.
Comme beaucoup de chants sacrés, ces chants sont soumis à des codes comportementaux et vocaux stricts.